# Saison 2016-2017 du Stade Malherbe Caen
Maillots
Chronologie
Saison précédente Saison suivante
La saison 2016-2017 du Stade Malherbe de Caen, club de football français, voit le club évoluer en Ligue 1. C'est la 16e saison du club normand à ce niveau.
L'objectif du club est de confirmer les bons résultats de la saison précédente, terminée à la 7e place en championnat. Le club passe un été agité, notamment en raison du feuilleton concernant son buteur, Andy Delort, qui souhaite partir au Mexique dans l'équipe des Tigres de Monterrey. L'épilogue de ce transfert n'a lieu que le 2 septembre. Entretemps, Malherbe recrute un nouveau buteur au profil opposé, Ivan Santini, qui répond aux attentes (15 buts). Mais l'équipe, vieillissante et en fin de cycle, peine à trouver une identité de jeu compatible avec son nouvel attaquant.
La saison est pénible, émaillée par de nombreuses blessures, et Caen lutte pour sa survie dans l'élite. Le maintien est acquis à la dernière journée au Parc des Princes grâce à un match nul obtenu face au PSG dans les arrêts de jeu (1-1). Caen termine miraculeusement 17e malgré son faible total de 37 points.

## Historique

### Avant-saison
Le budget prévisionnel, volontairement prudent, augmente légèrement, de 27 à 30 millions d'euros environ. 
L'intersaison est l'occasion pour le club d'engager de vastes travaux d'infrastructures prévus par son projet « Malherbe 2020 », avec notamment la construction d'un camp d'entrainement privé et moderne, la rénovation du Stade Michel d'Ornano (dont les sièges verts sont remplacés par de nouveaux aux couleurs du club) et du Stade de Venoix, ainsi que la modernisation du centre de formation.
Parmi les joueurs en fin de contrat, l'emblématique Nicolas Seube signe, à près de 37 ans, une prolongation d'un an. Alexandre Raineau, après dix ans au club, Jonathan Beaulieu, Saidi Ntibazonkiza et Cheick Traoré ne sont par contre pas conservés. 
Les dirigeants annoncent six à huit recrues, parmi lesquels le milieu Ismaël Diomandé, prêté au club et dont l'option d'achat (estimée à un demi million d'euros) est levée, et le buteur Pape Sané, recruté en cours de saison 2015-2016 mais qui a terminé sa saison dans son club de Bourg-en-Bresse Péronnas. Deux joueurs d'expérience arrivent libre de tout contrat : le latéral Mouhamadou Dabo et le milieu de terrain Steed Malbranque. 
Le 17 juin, la latéral droit Dennis Appiah, élu meilleur joueur caennais la saison passée, est cédé au RCS Anderlecht contre une indemnité estimée à trois millions d'euros. Pour le remplacer, le club recrute Romain Genevois, cédé par l'OGC Nice contre 750 000 €. Il signe un contrat de trois ans. En attaque, le club parvient à acquérir de manière définitive Ronny Rodelin, auteur d'une très bonne saison l'année précédente en prêt, mais avec lequel il n'avait pas réussi à s'accorder financièrement en fin de saison. Confronté aux envies de départ d'Andy Delort, qui manque volontairement la préparation d'avant-saison, le club débauche également le buteur croate du Standard de Liège Ivan Santini, contre 2,3 millions d'euros. Delort est finalement transféré aux Tigres UANL le 2 septembre, pour une indemnité estimée à 7 ou 8 millions d'euros.
| Nom                | Nationalité   | Transfert (montant)          | Provenance/Destination   | Division           |
| Arrivées           | Arrivées      | Arrivées                     | Arrivées                 | Arrivées           |
| ------------------ | ------------- | ---------------------------- | ------------------------ | ------------------ |
| Ismaël Diomandé    | Côte d'Ivoire | Option d'achat (env. 0,5 M€) | AS Saint-Étienne         | Ligue 1            |
| Pape Sané          | Sénégal       | Retour de prêt               | Bourg-en-Bresse Péronnas | Ligue 2            |
| Mouhamadou Dabo    | France        | Libre                        | ESTAC Troyes             | Ligue 1            |
| Steed Malbranque   | France        | Libre                        | Olympique lyonnais       | Ligue 1            |
| Romain Genevois    | Haïti         | Transfert (env. 0,75 M€)     | OGC Nice                 | Ligue 1            |
| Ronny Rodelin      | France        | Transfert (env. 1 M€)        | LOSC Lille               | Ligue 1            |
| Ivan Santini       | Croatie       | Transfert (env. 2,3 M€)      | Standard de Liège        | Jupiler Pro League |
| Matthieu Dreyer    | France        | Libre                        | ESTAC Troyes             | Ligue 2            |
| Départs            |               |                              |                          |                    |
| Andy Delort        | France        | Transfert (env. 7 M€)        | Tigres UANL              | Liga MX            |
| Alexandre Raineau  | France        | Fin de contrat               | LB Châteauroux           | National           |
| Jonathan Beaulieu  | France        | Fin de contrat               |                          |                    |
| Saidi Ntibazonkiza | Burundi       | Fin de contrat               |                          |                    |
| Florian Le Joncour | France        | Prêt                         | US Avranches             | National           |
| Dennis Appiah      | France        | Transfert (env. 3 M€)        | RCS Anderlecht           | Jupiler Pro League |
| Cheick Traoré      | France        | Transfert                    | LB Châteauroux           | National           |

L'équipe caennaise dispute cinq matchs amicaux : elle remporte le premier face à l'US Avranches (National, 1-0), s'incline lors du second face au Havre AC (Ligue 2) lors du traditionnel trophée des Normands (0-3), fait match nul face aux Herbiers (National, 1-1) puis domine une sélection de l'UNFP (4-3). Elle perd son dernier match face à l'EA Guingamp (Ligue 1) le 6 août (0-1).

### Récit de la phase aller
L'équipe caennaise commence la saison face au FC Lorient, accueilli dans un stade rénové. Après vingt minutes difficiles, les locaux sont menés deux buts à zéro. Après l'expulsion du Lorientais Zargo Touré, Ronny Rodelin puis Ivan Santini égalisent. Ce dernier offre la victoire à son équipe en fin de match, faisant forte impression pour son premier match officiel avec le club. Après une défaite relativement logique à Lyon, les Caennais remportent leur 2e match à domicile face au SC Bastia à l'issue d'une performance aboutie.
Après cette victoire, les Caennais enchaînent trois défaites de suite face au Stade Rennais, une déroute à domicile face au Paris Saint-Germain (0-6) avec un quadruplé de Cavani, et face à Angers, malgré le premier but avec Caen du jeune Karamoh.
Lors de la 7e journée, Malherbe se rassure un petit peu grâce au match nul (0-0) ramené de Bordeaux. L'équipe caennaise gagne difficilement le match suivant face à Toulouse grâce à un penalty de Santini. Mais, malgré ces deux bons résultats, Caen enchaîne une nouvelle série de 3 défaites face à Montpellier HSC, l'AS Saint-Étienne et l'AS Nancy-Lorraine.
Caen accueille l'OGC Nice pour le compte de la 12e journée. Le leader niçois est encore invaincu depuis le début de la saison de Ligue 1. Malgré une forte domination des Niçois, Caen s'impose 1-0 grâce à un penalty d'Ivan Santini. Lors de la journée suivante, le Stade Malherbe se déplace au Vélodrome pour affronter l'OM et s'incline 1-0. 
Le SMC démarre alors une période de stagnation au niveau du classement avec un nul à domicile, 1-1, face à Guingamp malgré l'ouverture du score caennaise, puis une défaite face au LOSC, 4 buts à 2. Les Caennais sont alors 18e. Pour essayer d'enrayer cette mauvaise série, Caen reçoit Dijon lors de la 16e journée, pour un match à enjeu dans le bas du tableau. Caen mène 3 buts à 1 après une première mi-temps maîtrisée mais Dijon parvient finalement à revenir au score à 10 contre 11, 3 buts partout. Ce match marque un début de rupture entre le public caennais et le coach Patrice Garande.
Le match de la 17e journée face au FC Nantes est reporté à cause de mauvaises conditions météorologiques.
Le Stade Malherbe reçoit le FC Metz le week-end suivant. Caen remporte une victoire méritée sur le score de 3 buts à 0. Pour la dernière journée avant la trêve hivernale, Caen se déplace à Louis-II et y affronte l'AS Monaco qui remporte le match, 2-1, avec un penalty litigieux obtenu par Radamel Falcao qui lui permet d'ouvrir le score.
Le SMC est 19e de la Ligue 1 avec un match de plus à disputer face à Nantes.

### Mercato d'hiver
Les dirigeants font le choix durant le mercato d'hiver de faire confiance au groupe en place, refusant au passage les avances de Mathieu Bodmer qui souhaite revenir au club.
| Nom            | Nationalité | Transfert (montant) | Provenance/Destination | Division |
| Arrivées       | Arrivées    | Arrivées            | Arrivées               | Arrivées |
| Départs        | Départs     | Départs             | Départs                | Départs  |
| -------------- | ----------- | ------------------- | ---------------------- | -------- |
| Jordan Nkololo | France      | Prêt                | Stade lavallois        | Ligue 2  |

### Récit de la phase retour
Malherbe commence la deuxième partie du championnat par une solide prestation à domicile contre l'Olympique Lyonnais (3-2), mais n'arrive pas à confirmer. Une seule fois dans la saison le club parvient à gagner deux matchs de suite : Le 21 février face à l'AS Nancy-Lorraine (1-0) puis le dimanche suivant sur la pelouse de l'AS Saint-Etienne (0-1). Il faut ensuite attendre le 6 mai et la 36e journée pour voir les Caennais obtenir une nouvelle victoire contre le Toulouse FC au Stadium (0-1). Le parcours des Malherbistes est chaotique, mais le club reste tout juste au-dessus de la zone de relégation en raison des résultats des trois derniers clubs de Ligue 1, qui ne font heureusement pas mieux que les Caennais.
Le club peut même assurer son maintien lors de l'avant-dernière journée à domicile face au Stade Rennais, mais Malherbe rate son rendez-vous et s'incline (0-1). Le SMC est toujours 17e mais doit jouer son maintien face au PSG.
Le Stade Malherbe se déplace ainsi au Parc des Princes pour la 38e et dernière journée du championnat. Les Caennais sont menés 1-0 après un but d'Adrien Rabiot dans le premier quart d'heure. En 2e mi-temps, Ronny Rodelin rate un penalty, arrêté par Kevin Trapp, puis Julien Féret se voit refuser un but pour un hors-jeu très contestable. Finalement Malherbe arrache son maintien dans les derniers instants du match grâce à l'égalisation de Ronny Rodelin à la 91e minute (1-1).
Les Caennais conservent leur 17e place malgré un maigre total de 37 unités.

## Joueurs et club

### Staff technique
Patrice Garande est maintenu à son poste.

### Sponsors et équipementier
En fin de contrat avec Nike, le club change d'équipementier pour la première fois depuis huit ans. Il signe pour trois saisons en faveur de la marque Umbro par l'intermédiaire du Groupe Royer, son distributeur exclusif en France. Le directeur général Xavier Gravelaine explique ce choix en indiquant que les possibilités de personnalisation du maillot sont plus nombreuses.

## Les rencontres de la saison

### Championnat de Ligue 1
Le championnat débute le 12 août 2016 et s'achève le 20 mai 2017.
| Date                       | Heure | Journée | Adversaire               | Lieu | Résultat | Buteurs pour le SM Caen                 | Points | Class. | Affluence | Averti                                 | Carton rouge | Diffuseur                                                  |
| -------------------------- | ----- | ------- | ------------------------ | ---- | -------- | --------------------------------------- | ------ | ------ | --------- | -------------------------------------- | ------------ | ---------------------------------------------------------- |
| samedi 13 août 2016        | 20h00 | 1       | FC Lorient               | Dom. | 3-2      | Rodelin 32e, Santini 43e 87e            | 3      | 2      | 16 920    | Yahia                                  | -            | beIN Sports Max 4                                          |
| vendredi 19 août 2016      | 20h45 | 2       | Olympique lyonnais       | Ext. | 2-0      |                                         | 3      | 12     | 41 171    | Dabo, Santini, Malbranque, Ben Youssef | -            | Canal+ Sport                                               |
| samedi 27 août 2016        | 20h00 | 3       | SC Bastia                | Dom. | 2-0      | Féret 64e, Bazile 90+3e                 | 6      | 6      | 15 695    | Ben Youssef                            | -            | beIN Sports Max 4                                          |
| dimanche 11 septembre 2016 | 17h00 | 4       | Stade rennais FC         | Ext. | 2-0      |                                         | 6      | 10     | 20 584    | Genevois                               | -            | beIN Sports 1                                              |
| vendredi 16 septembre 2016 | 20h45 | 5       | Paris Saint-Germain      | Dom. | 0-6      |                                         | 6      | 12     | 18 977    | Ben Youssef                            | -            | Canal+Sport                                                |
| mercredi 21 septembre 2016 | 19h00 | 6       | SCO Angers               | Ext. | 2-1      | Karamoh 71e                             | 6      | 15     | 10 504    | Féret                                  | -            | beIN Sports Max 7                                          |
| samedi 24 septembre 2016   | 20h00 | 7       | FC Girondins de Bordeaux | Ext. | 0-0      |                                         | 7      | 15     | 17 476    |                                        | -            | beIN Sports Max 5                                          |
| samedi 1er octobre 2016    | 20h00 | 8       | Toulouse FC              | Dom. | 1-0      | Santini 64e (pen.)                      | 10     | 13     | 16 354    | Santini                                | -            | beIN Sports Max 4                                          |
| samedi 15 octobre 2016     | 20h00 | 9       | Montpellier HSC          | Ext. | 3-2      | Yahia 8e, Santini 69e                   | 10     | 16     | 14 456    |                                        | -            | beIN Sports Max 7                                          |
| dimanche 23 octobre 2016   | 15h00 | 10      | AS Saint-Étienne         | Dom. | 0-2      |                                         | 10     | 18     | 18 509    | Bessat                                 | -            | beIN Sports 1                                              |
| samedi 29 octobre 2016     | 20h00 | 11      | AS Nancy-Lorraine        | Ext. | 2-0      |                                         | 10     | 18     | 16 896    | Yahia, Rodelin, Delaplace              | -            | beIN Sports Max 7                                          |
| dimanche 6 novembre 2016   | 15h00 | 12      | OGC Nice                 | Dom. | 1-0      | Santini 42e (pen.)                      | 13     | 15     | 16 225    | Makengo, Vercoutre                     | -            | beIN Sports 1                                              |
| dimanche 20 novembre 2016  | 17h00 | 13      | Olympique de Marseille   | Ext. | 1-0      |                                         | 13     | 15     | 36 008    | Seube                                  | -            | beIN Sports 1                                              |
| samedi 26 novembre 2016    | 20h00 | 14      | EA Guingamp              | Dom. | 1-1      | Rodelin 79e                             | 14     | 15     | 14 902    |                                        | -            | beIN Sports Max 7                                          |
| mardi 29 novembre 2016     | 19h00 | 15      | LOSC Lille               | Ext. | 4-2      | Féret 31e, Rodelin 84e                  | 14     | 18     | 23 216    | Ben Youssef                            | -            | beIN Sports 1                                              |
| vendredi 2 décembre 2016   | 20h45 | 16      | Dijon FCO                | Dom. | 3-3      | Santini 24e 37e, Karamoh 43e            | 15     | 17     | 13 243    | Rodelin, Yahia, Santini, Delaplace     | -            | Canal+Sport                                                |
| dimanche 18 décembre 2016  | 14h30 | 18      | FC Metz                  | Dom. | 3-0      | Karamoh 20e, Santini 61e, Sané 90+3e    | 18     | 16     | 16 849    | Karamoh, Santini                       | -            | beIN Sports Max 4                                          |
| mercredi 21 décembre 2016  | 20h50 | 19      | AS Monaco FC             | Ext. | 2-1      | Bazile 90+4e                            | 18     | 19     | 4 319     |                                        | Da Silva     | Canal+Sport, beIN Sports 1                                 |
| dimanche 15 janvier 2017   | 17h00 | 20      | Olympique lyonnais       | Dom. | 3-2      | Cornet 8e (csc), Santini 29e (pen.) 61e | 21     | 15     | 18 935    | Guilbert, Santini, Bazile              | -            | beIN Sports 1                                              |
| mercredi 18 janvier 2017   | 20h00 | 17      | FC Nantes                | Ext. | 1-0      |                                         | 21     | 15     | 17 818    | Santini, Malbranque                    | -            | beIN Sports 3                                              |
| samedi 28 janvier 2017     | 20h00 | 22      | SC Bastia                | Ext. | 1-1      | Rodelin 45e (pen.)                      | 22     | 18     | 9 350     | Da Silva, Adéoti                       | -            | beIN Sports Max 5                                          |
| samedi 4 février 2017      | 20h00 | 23      | EA Guingamp              | Ext. | 0-1      | Karamoh 90+3e                           | 25     | 15     | 14 470    | Bessat, Yahia                          | -            | beIN Sports Max 6                                          |
| mardi 7 février 2017       | 19h00 | 24      | FC Girondins de Bordeaux | Dom. | 0-4      |                                         | 25     | 16     | 15 542    | Adéoti                                 | -            | beIN Sports 1                                              |
| samedi 11 février 2017     | 20h00 | 25      | Dijon FCO                | Ext. | 2-0      |                                         | 25     | 18     | 9 614     |                                        | -            | beIN Sports Max 4                                          |
| samedi 18 février 2017     | 20h00 | 26      | LOSC Lille               | Dom. | 0-1      |                                         | 25     | 18     | 15 897    | Yahia                                  | -            | beIN Sports Max 6                                          |
| mardi 21 février 2017      | 18h30 | 21      | AS Nancy-Lorraine        | Dom. | 1-0      | Rodelin 24e                             | 28     | 15     | 14 760    | Delaplace, Guilbert, Seube             | -            | beIN Sports 2                                              |
| Dimanche 26 février 2017   | 15h00 | 27      | AS Saint-Étienne         | Ext. | 0-1      | Rodelin 33e                             | 31     | 14     | 26 196    | Rodelin, Seube                         | -            | beIN Sports 1                                              |
| samedi 4 mars 2017         | 20h00 | 28      | SCO Angers               | Dom. | 2-3      | Rodelin 11e, Santini 67e                | 31     | 14     | 16 564    | Guilbert                               | -            | beIN Sports Max 5                                          |
| Vendredi 10 mars 2017      | 19h00 | 29      | OGC Nice                 | Ext. | 2-2      | Santini 38e, Karamoh 50e                | 32     | 15     | 23 640    | Ben Youssef                            | -            | beIN Sports 2                                              |
| Dimanche 19 mars 2017      | 15h00 | 30      | AS Monaco FC             | Dom. | 0-3      |                                         | 32     | 16     | 19 399    | Da Silva                               | -            | beIN Sports 1                                              |
| dimanche 2 avril 2017      | 17h00 | 31      | FC Lorient               | Ext. | 1-0      |                                         | 32     | 16     | 14 149    | Yahia                                  | Da Silva     | beIN Sports Max 4                                          |
| samedi 8 avril 2017        | 20h00 | 32      | Montpellier HSC          | Dom. | 0-2      |                                         | 32     | 16     | 17 286    | Guilbert, Santini, Vercoutre, Yahia    | -            | beIN Sports Max 5                                          |
| samedi 15 avril 2017       | 20h00 | 33      | FC Metz                  | Ext. | 2-2      | Santini 74e, Rodelin 88e                | 33     | 16     | 16 038    | Adéoti                                 | -            | beIN Sports Max 5                                          |
| samedi 22 avril 2017       | 20h00 | 34      | FC Nantes                | Dom. | 0-2      |                                         | 33     | 16     | 15 972    | Ben Youssef                            | -            | beIN Sports Max 5                                          |
| Dimanche 30 avril 2017     | 15h00 | 35      | Olympique de Marseille   | Dom. | 1-5      | Santini 9e                              | 33     | 18     | 20 054    | Imorou, Rodelin                        | -            | beIN Sports 1                                              |
| samedi 6 mai 2017          | 20h00 | 36      | Toulouse FC              | Ext. | 0-1      | Santini 58e                             | 36     | 16     | 18 474    | Diomandé, Makengo                      | -            | beIN Sports Max 7                                          |
| dimanche 14 mai 2017       | 21h00 | 37      | Stade rennais FC         | Dom. | 0-1      |                                         | 36     | 17     | 16 273    | Da Silva, Diomandé                     | -            | beIN Sports Max 7                                          |
| samedi 20 mai 2017         | 21h00 | 38      | Paris Saint-Germain      | Ext. | 1-1      | Rodelin 90+1e                           | 37     | 17     | 45 516    | Diomandé                               | -            | beIN Sports 1 (multiplex), Canal+ (triplex), Canal+ Décalé |

#### Classement
| Rang | Équipe                 | Pts | J  | G  | N  | P  | Bp | Bc | Diff | Qualification ou relégation            |
| ---- | ---------------------- | --- | -- | -- | -- | -- | -- | -- | ---- | -------------------------------------- |
| 15   | Montpellier Hérault SC | 39  | 38 | 10 | 9  | 19 | 48 | 66 | −18  |                                        |
| 16   | Dijon FCO P            | 37  | 38 | 8  | 13 | 17 | 46 | 58 | −12  |                                        |
| 17   | SM Caen                | 37  | 38 | 10 | 7  | 21 | 36 | 65 | −29  |                                        |
| 18   | FC Lorient             | 36  | 38 | 10 | 6  | 22 | 44 | 70 | −26  | Participation au barrage de relégation |
| 19   | AS Nancy-Lorraine P    | 35  | 38 | 9  | 8  | 21 | 29 | 52 | −23  | Relégation en Ligue 2                  |

### Coupe de France
Comme les autres clubs de Ligue 1, le SM Caen entre en lice en trente-deuxièmes de finale.
| Date                      | Tour           | Adversaire                     | Lieu | Résultat | Buteurs pour le SM Caen             | Affluence |
| ------------------------- | -------------- | ------------------------------ | ---- | -------- | ----------------------------------- | --------- |
| dimanche 8 janvier 2017   | 1/32 de finale | Sainte-Geneviève Sports (CFA2) | Ext. | 0-3      | Rodelin 24e 45e, Santini 58e (pen.) | 1 545     |
| Mercredi 1er février 2017 | 1/16 de finale | Angers SCO (L1)                | Ext. | 1-3      | Thomas 36e (csc)                    | 4 059     |

### Coupe de la Ligue
Le SM Caen fait partie des 14 équipes de Ligue 1 qui ne participent à aucune coupe d'Europe.  
Malherbe affronte Nancy pour son entrée dans la compétition. Patrice Garande a fait tourner les titulaires habituels en championnat. Le match se termine par un score de 4-2 en faveur de l'AS Nancy-Lorraine, Puyo et Mandanne ont marqué deux doublés pour Nancy alors que Makengo a marqué les deux buts pour le Stade Malherbe de Caen. Les Caennais sont éliminés dès leur entrée dans cette coupe.  
| Date                     | Tour           | Adversaire             | Lieu | Résultat | Buteurs pour le SM Caen | Affluence |
| ------------------------ | -------------- | ---------------------- | ---- | -------- | ----------------------- | --------- |
| mercredi 26 octobre 2016 | 1/16 de finale | AS Nancy-Lorraine (L1) | Ext. | 4-2      | Makengo 14e 50e         | 14 015    |

## Équipe réserve
L'équipe réserve évolue en CFA 2.

## Statistiques
Mis à jour après le match PSG - Caen , en Ligue 1, le 21 mai 2017

### Buteurs (toutes compétitions)
| Rang | Joueur              | Ligue 1 | Coupe de France | Coupe de la Ligue | Total |
| ---- | ------------------- | ------- | --------------- | ----------------- | ----- |
| 1    | Ivan Santini        | 15      | 1               | 0                 | 16    |
| 2    | Ronny Rodelin       | 9       | 2               | 0                 | 11    |
| 3    | Yann Karamoh        | 5       | 0               | 0                 | 5     |
| 4    | Jean-Victor Makengo | 0       | 0               | 2                 | 2     |
| 4    | Hervé Bazile        | 2       | 0               | 0                 | 2     |
| 4    | Julien Féret        | 2       | 0               | 0                 | 2     |
| 5    | Pape Sané           | 1       | 0               | 0                 | 1     |
| 5    | Alaedine Yahia      | 1       | 0               | 0                 | 1     |

Buteur contre son camp
- Ligue 1 : 
  -  Maxwell Cornet (Lyon)
- Coupe de France : 
  -  Romain Thomas (Angers)

### Passeurs (toutes compétitions)
| Rang | Joueur             | Ligue 1 | Coupe de France | Coupe de la Ligue | Total |
| ---- | ------------------ | ------- | --------------- | ----------------- | ----- |
| 1    | Vincent Bessat     | 6       | 1               | 0                 | 7     |
| 2    | Yann Karamoh       | 4       | 0               | 0                 | 4     |
| 3    | Julien Féret       | 3       | 0               | 0                 | 3     |
| 3    | Ronny Rodelin      | 3       | 0               | 0                 | 3     |
| 3    | Jonathan Delaplace | 3       | 0               | 0                 | 3     |
| 3    | Hervé Bazile       | 3       | 0               | 0                 | 3     |
| 4    | Ivan Santini       | 2       | 0               | 0                 | 2     |
| 5    | Jordan Adéoti      | 1       | 0               | 0                 | 1     |
| 5    | Damien Da Silva    | 1       | 0               | 0                 | 1     |
| 5    | Steed Malbranque   | 0       | 0               | 1                 | 1     |
| 5    | Jordan Nkololo     | 0       | 0               | 1                 | 1     |